# Table Rock (Wyoming)
Table Rock is een plaats (census-designated place) in de Amerikaanse staat Wyoming, en valt bestuurlijk gezien onder Sweetwater County.

## Demografie
Bij de volkstelling in 2000 werd het aantal inwoners vastgesteld op 82.

## Geografie
Volgens het United States Census Bureau beslaat de plaats een oppervlakte van 17,6 km², geheel bestaande uit land. Table Rock ligt op ongeveer 2080 m boven zeeniveau.

## Plaatsen in de nabije omgeving
De onderstaande figuur toont nabijgelegen plaatsen in een straal van 92 km rond Table Rock.